# Haliwa
Haliwa era un territori tribal vora unes muntanyes del mateix nom, situat a la zona fronterera entre l'Imperi hitita i Mitanni.
Es devia formar cap al segle XVI aC i va caure sota influència de Mitanni, fins que a finals del segle xv aC els hitites el van sotmetre. Potser l'any 1360 aC el rei Tushratta de Mitanni hi va afavorir una revolta. Subiluliuma I, que probablement encara només era príncep hereu hitita, va anar a la zona i va derrotar els rebels, quan es dirigia a pacificar el regne hurrita d'Isuwa.